# 床平
床平（とこひら、1958年5月26日 - ）は、大相撲の元床山。本名は平島和之。東京都出身。最終所属部屋は片男波部屋。最高位は一等床山。

## 履歴
- 1977年7月場所 - 採用。
- 1998年1月場所 - 二等床山に昇進。
- 2008年1月場所 - 一等床山に昇進。
- 2023年5月場所 - 停年退職。床山の番付記載以降、特等床山になれないまま停年退職した初の事例。